# 国立音楽大学の人物一覧
国立音楽大学の人物一覧（くにたちおんがくだいがくのじんぶついちらん）は、国立音楽大学（前身校を含む）に関係する人物の一覧記事。

## 教職員
現職の教職員。50音順。

### 演奏・創作学科
声楽専修
- 石上朋美 - 講師、声楽担当
- 黒田博 - 准教授、声楽担当
- 白井光子 - 招聘教授、声楽担当
- 田辺とおる - 非常勤講師、声楽担当
- 田中信昭 - 招聘教授、合唱担当
- 田中誠 - 非常勤講師、声楽担当
- 髙岸未朝 - 非常勤講師、身体表現担当
- 成田博之 - 講師、声楽担当
- 福井敬 - 教授、声楽担当

鍵盤楽器専修
- 青田絹江 - 非常勤講師、オルガン担当
- 有森直樹 - 准教授、ピアノ担当
- 小原孝 - 非常勤講師、ピアノ指導法担当
- ダン・タイ・ソン - 招聘教授、ピアノ担当
- 奈良希愛 - 准教授、ピアノ担当
- 奈良場恒美 - 非常勤講師、ピアノ担当
- 久元祐子 - 准教授、ピアノ担当
- 花岡千春 - 教授、ピアノ担当
- 若林顕 - 招聘教授、ピアノ担当
- 渡邊順生 - 非常勤講師、チェンバロ基礎講座担当

弦管打楽器専修
- 池田幸広 - 非常勤講師、チューバ担当
- 伊藤圭 - 非常勤講師、クラリネット担当
- 漆原啓子 - 客員教授、ヴァイオリン担当
- 尾高忠明 - 招聘教授、管弦楽〈指揮〉担当
- 小田桐寛之 - 非常勤講師、トロンボーン担当
- 神谷百子 - 非常勤講師、打楽器担当
- 北村源三 - 招聘教授、トランペット担当
- 工藤俊幸 - 非常勤講師、管弦楽〈指揮〉担当
- 久保田巧 - 客員教授、ヴァイオリン担当
- 雲井雅人 - 非常勤講師、サクソフォーン担当
- 小森谷巧 - 非常勤講師、ヴァイオリン担当
- 斎藤和志 - 非常勤講師、フルート担当
- 佐久間由美子 - 客員教授、フルート担当
- 下地啓二 - 教授、サクソフォーン担当
- 準・メルクル - 招聘教授、管弦楽〈指揮〉担当
- 塚越慎子 - 非常勤講師、打楽器担当
- 福田隆 - 教授、打楽器担当
- 三浦徹 - 招聘教授、ユーフォニアム担当

ジャズ専修
- カルロス菅野 - 非常勤講師、ジャズ〈パーカッション〉担当
- 小曽根真 - 教授、ジャズ〈ピアノ〉担当
- 塩谷哲 - 非常勤講師、ジャズ〈ピアノ〉担当
- 神保彰 - 客員教授、ジャズ〈ドラムス〉担当
- 中川英二郎 - 非常勤講師、ジャズ〈トロンボーン〉担当
- エリック・ミヤシロ - 非常勤講師、ジャズ〈トランペット〉担当
- 宮本貴奈 - 非常勤講師、ジャズ〈ピアノ〉担当
- 山下洋輔 - 招聘教授、ジャズ〈ピアノ〉担当
- 渡辺貞夫 - 招聘教授、ジャズ〈サクソフォーン〉担当

作曲専修
- 久石譲 - 招聘教授、作曲担当
- 細川俊夫 - 招聘教授、作曲担当
- 菊池幸夫 - 教授・作曲専修代表、作曲担当
- 井上郷子 - 教授、ピアノ担当
- 丸山和範 - 教授、音楽理論担当
- 栗山和樹 - 教授、音楽理論担当
- 森垣桂一 - 特任教授、作曲担当
- 川島素晴 - 准教授、作曲・音楽理論担当
- 渡辺俊哉 - 准教授、作曲担当
- 市川景之 - 客員准教授、作曲・音楽理論担当
- 上田真樹 - 非常勤講師、音楽理論担当
- 北爪裕道 - 非常勤講師、楽器分析担当
- 斉木由美 - 非常勤講師、作曲担当
- 中橋愛生 - 非常勤講師、音楽理論担当
- 林達也 - 非常勤講師、音楽理論担当
- 富貴晴美 - 非常勤講師、作曲担当
- 吉田真梨 - 非常勤講師、音楽理論担当

コンピュータ音楽専修
- 井上鑑 - 非常勤講師、コンピュータ音楽担当
- 今井慎太郎 - 准教授、コンピュータ音楽担当
- 古川聖 - 非常勤講師、コンピュータ音楽担当

### 音楽文化教育学科
音楽教育専修
- 花井哲郎 - 非常勤講師、合唱〈音楽教育〉担当

音楽情報専修
- 礒山雅 - 招聘教授、音楽学担当
- 大塚直哉 - 非常勤講師、音楽学担当
- 久保田慶一 - 教授、音楽学担当
- 芝祐靖 - 招聘教授、音楽学担当
- 白石美雪 - 非常勤講師、音楽学担当
- 宮田まゆみ - 客員教授、音楽学担当
- 野中映 - 教授、音楽学担当

### 教養・教職・その他
教養科目
- 油井誠志 - 非常勤講師、音楽産業論担当

## 出身者
五十音順

### 政治家
- 新開裕司 - 元衆議院議員

### 軍人
- 鶫真衣 - 自衛官、ソプラノ歌手

### 作曲家
- 赤石敏夫 - 作曲家、日本作曲家協議会理事
- 油井誠志 - 音、音楽プロデューサー
- 阿部隆人 - 作曲家
- 天野正道 - 作曲家
- 安益泰 - 大韓民国国歌作曲者、指揮者
- 安藤ヨシヒロ - 作曲家、キーボーディスト、音楽プロデューサー
- 井内舞子 - 作曲家、編曲家
- 和泉耕二 - 作曲家
- 伊藤謙一郎 - 作曲家、東京工科大学准教授
- 岩崎文紀 - 作曲家・編曲家
- 遠藤幹雄 - 作曲家・編曲家・音楽プロデューサー・DJ
- 大島ミチル - 作曲家、編曲家
- 大西隆之 - 作曲家、岐阜聖徳学園大学教育学部教授
- 兼松衆 - 作曲家
- 鐘撞行孝 - 作曲家、編曲家
- 蒲池愛 - 作曲家、ピアニスト
- 亀山法男 - 作曲家、ピアニスト、歌手
- きだしゅんすけ - 作曲家
- 栗山和樹 - 作曲家、編曲家
- 桑原洋明 - 作曲家、編曲家
- 甲田雅人 - 作曲家
- 神津善行 - 作曲家、東京交響楽団理事、日本民謡協会理事
- 小杉紗代 - 作曲家
- 小林真人 - 作曲家、作詞家、ピアニスト
- 斎藤一郎 - 作曲家
- 境亜寿香 - 作曲家
- 坂部剛 - 作曲家
- 佐久間奏 - 作曲家、編曲家
- 佐藤勝 - 作曲家
- 設楽幸嗣 - 作曲家、編曲家、音楽プロデューサー、元俳優
- 島津秀雄 - 作曲家、編曲家
- 清水チャートリー - 作曲家
- Sin - 作曲家、編曲家、音楽プロデューサー
- 鈴木豊乃 - 作曲家、編曲家
- 高井達雄 - 作曲家
- 高橋伸哉 - 作曲家
- 高原宏文 - 作曲家
- 武部聡志 - 作曲家、編曲家、音楽プロデューサー、音楽監督、kōkuaのメンバー、キーボード奏者
- 田中利光 - 作曲家、国立音楽大学名誉教授
- 田中範康 - 作曲家
- 堤博明 - 作曲家、編曲家、ギタリスト
- 戸田顕 - 作曲家
- 富永三郎 - 作曲家、教育家
- 挾間美帆 - 作曲家、編曲家
- 長谷川白紙 - 音楽家
- はまたけし - 作曲家
- 久石譲 - 作曲家、編曲家、指揮者、ピアニスト
- 広橋真紀子 - 作曲家、主にヒーリング・ミュージック担当
- 富貴晴美 - 作曲家、ピアニスト
- 深井史郎 - 作曲家、クラシック音楽担当
- 深沢桂子 - 作曲家、ミュージカル音楽監督
- 福井文彦 - 作曲家
- 藤井喬梓 - 作曲家、国立音楽大学教授
- 藤田玄播 - 作曲家、編曲家
- 細川俊夫（中退） - 作曲家
- 本田洋一郎 - 作曲家、編曲家
- 蒔田尚昊 - 作曲家
- 松下耕 - 作曲家、合唱指揮者、編曲家
- 松本淳一 - 作曲家、編曲家、キーボード奏者
- 真鍋順紀 - 作曲家
- 宮原豊 - 作曲家、小説家
- 村松崇継 - 作曲家、ピアニスト
- 安田芙充央 - 作曲家、ピアニスト、ジャズピアニスト
- 山本哲也 - 作曲家
- YUMIKO - 作詞家、作曲家、ボーカリスト、音楽プロデューサー、ボイストレーナー
- 横山菁児 - 作曲家
- 横山克 - 作曲家、編曲家
- 吉田哲 - 作曲家、音楽プロデューサー
- 淀彰 - 吹奏楽編曲家

### 声楽家
- 秋川雅史 - テノール歌手
- 池田弦 - カウンターテナー歌手
- 岩崎由紀子 - ソプラノ歌手
- 緒方敏郎 - 声楽家、合唱指揮者
- 岡本知高 - ソプラニスタ
- 押川浩士 - バリトン歌手、オペラ歌手
- 片岡啓子 - ソプラノ歌手、東邦音楽大学音楽学部教授・声楽主任
- 勝田友彰 - テノール歌手、二期会会員
- 亀山勝子 - ソプラノ歌手、二期会会員
- 北川辰彦 - オペラ歌手、二期会会員
- 黒川泰子 - シャンソン歌手
- 佐藤しのぶ - ソプラノ歌手
- 白井真弓 - 声楽家、日本オペラ振興会第17期生
- 田島好一 - バリトン歌手、国立音楽大学名誉教授
- 田中誠 - テノール歌手、二期会会員
- 田中淑恵 - メゾソプラノ歌手
- 田村麻子 - ソプラノ歌手、オペラ歌手
- 田中雅純 - バリトン歌手、高松短期大学名誉教授
- 塚田京子 - 声楽家、元国立音楽大学助教授
- 友竹正則 - バリトン歌手、詩人
- 永井和子 - メゾソプラノ歌手、東京芸術大学教授
- 成田博之 - バリトン歌手
- 錦織健 - テノール歌手
- 長谷川泰子 - ソプラノ歌手
- 福井敬 - テノール歌手
- 牧嗣人 - バス歌手、俳優
- 町英和 - バリトン歌手
- 松尾興 - バリトン歌手、オペラ歌手
- 村田望 - 声楽家、フリーアナウンサー
- 山田麗 - ソプラノ歌手（山田姉妹）
- 吉田浩之 - テノール歌手

### 演奏家
- 青田絹江 - オルガン奏者
- 池田幸広 - チューバ奏者
- 石黒彰 - キーボーディスト、マニピュレーター、作曲家、編曲家
- 石田泰尚 - ヴァイオリニスト、神奈川フィルハーモニー管弦楽団ソロコンサートマスター
- 石原可奈子 - ピアノ奏者、ピアニカ奏者
- 井上祐子 - ヴィオラ奏者、英国王立音楽アカデミー教授
- 植田伸子 - ピアニスト
- 梅津和時 - サックス、クラリネット奏者
- H ZETT M（ヒイズミマサユ機） - PE'Zのキーボード・ピアノ奏者
- 及川浩治 - ピアニスト
- 大井貴司 - ヴィブラフォン奏者
- 大村典子 - ピアニスト、音楽教育家、元宮崎県立看護大学教授
- 緒方淳一 - チューバ奏者
- 荻原松美 - 打楽器奏者
- 小原孝 - ピアニスト、作曲家、編曲家、作詞家
- 狩野嘉宏 - 横笛演奏家
- 金沢茂 - トロンボーン奏者
- 川人洋二 - フルート奏者、東京フィルハーモニー交響楽団団員
- 菊地美伽 - ピアニスト
- 喜多直毅 - ヴァイオリニスト、作曲家
- 雲井雅人 - サクソフォーン奏者
- 栗栖健一 - トランペット奏者
- 黒岩真美 - クラリネット奏者
- 鯉沼廣行 - 横笛奏者
- 国府弘子 - ジャズピアニスト、作曲家、編曲家
- 小宅珠実 - ジャズフルート奏者
- 齋藤行 - クラリネット奏者、指揮者
- 坂倉琴乃 - チェンバロ奏者
- 佐山雅弘（中退） - ジャズピアニスト
- 椎名豊 - ジャズピアニスト、作曲家
- 柴田義也 - ジャズピアニスト、キーボード奏者
- 下地啓二 - クラシック・サクソフォーン奏者
- 髙木美里 - フルート、ピッコロ奏者
- 武村八重子 - ピアニスト、作曲家
- 田中正敏 - クラリネット奏者
- 田中靖人[1] - サキソフォーン奏者
- 丹野義昭 - ピアニスト、キーボーディスト、ボーカリスト、作曲家、編曲家、音楽プロデューサー、チューリップのメンバー
- 塚越慎子 - マリンバ奏者
- 中村誠一 - ジャズテナーサックス奏者
- 滑川真希（ドイツ語版） - 在独。ピアニスト
- 沼野真弓 - ピアニスト、音楽教育者
- 拝田正機 - ピアニスト、音楽教育者
- はたけやま裕 - パーカッション奏者、作曲家
- はなしまなおみ - ヴァイオリニスト
- 林愛実 - フルート奏者
- ハラミちゃん - ピアニスト、YouTuber
- 板東久美 - フルート奏者、徳島文理大学音楽学部教授
- 深石宗太郎 - ユーフォニアム奏者
- 福留史紘 - ヴァイオリニスト
- 古澤良治郎 - ジャズドラマー
- 本田雅人 - サクソフォーン奏者、スタジオ・ミュージシャン、作曲家
- 本田竹広 - ジャズピアニスト
- 松居直美 - オルガニスト、聖徳大学音楽学部演奏学科器楽コース・大学院音楽文化研究科教授
- 松尾薫 - ピアニスト
- 松野茂 - コントラバス奏者、音楽教育者、国立音楽大学名誉教授
- 松前フサ子 - ピアニスト
- 三村奈々恵 - マリンバ奏者
- 宮城純子 - ピアニスト、作曲家、編曲家
- 宮田まゆみ - 笙奏者
- Miyack - アコーディオン奏者
- 茂木大輔 - オーボエ奏者、エッセイスト、指揮者、コンサートプロデューサー
- 安井正規 - 電子オルガン奏者、作曲家、編曲家
- 山下洋輔 - ジャズピアニスト、作曲家、エッセイスト、作家
- 山本晶子 - マリンバ奏者
- 山本真央 - キーボード奏者、作曲家、編曲家
- 吉澤京子 - ピアニスト
- 吉田憲司 - スタジオ・ミュージシャン、トランペット奏者、作曲家、編曲家
- 依田彩 - ジャズバイオリニスト、作曲家
- 分山貴美子 - 口笛演奏家、作曲家、ピアニスト、ウクレレ演奏家

### 指揮者
- 石河清 - 合唱指揮者、作曲家
- 岩原篤男 - 高等学校吹奏楽指揮者
- 岩本達明 - 合唱指揮者
- 宇野功芳 - 合唱指揮者、音楽評論家
- 岡本仁 - 指揮者
- 菅野正美 ‐ 合唱指揮者
- 岸信介 ‐ 合唱指揮者
- 工藤俊幸 - 指揮者
- 佐藤菊夫 - 指揮者
- 平松久司 - 指揮者、全日本吹奏楽連盟理事長
- 柳澤寿男 - 指揮者
- 渡瀬昌治 - 合唱指揮者

### 学者
- 伊藤謙一郎 - 作曲家、東京工科大学准教授
- 梅田英春 - 音楽学者、ガムラン奏者、静岡文化芸術大学文化政策学部教授
- 大西隆之 - 作曲家、岐阜聖徳学園大学教育学部教授
- 柿沼敏江 - 音楽学者、京都市立芸術大学音楽学部教授
- 繁下和雄 - 音楽教育学者、国立音楽大学名誉教授
- 田村和紀夫 - 音楽学者、尚美学園大学芸術情報学部教授
- 安田寛 - 音楽学者、奈良教育大学教授

### 芸能人
- 赤松佳音 - 歌手
- 飯島真理（中退） - シンガーソングライター、歌手
- 伊澤一葉（中退） - あっぱ、東京事変のキーボード・ピアノ奏者
- 井手美希 - タレント
- 伊原徳 - 俳優
- 遠藤珠生 - ミュージカル女優、劇団四季所属
- 大西亜里 - シンガーソングライター
- 小野千春（中退） - 元女優、タレント
- 貝田由里子 - 歌手、FictionJunctionのメンバー
- 加藤ちえり - 女優、ファッションモデル
- かの香織 - シンガーソングライター
- 川居尚美 - 女優
- 岸倫仔 - 歌手、作曲家
- 北澤裕輔 - 俳優、劇団四季所属
- 日下部かおり - 声優
- KOSEI（八谷晃生） - ピアニスト、シンガーソングライター
- 咲山類 - ボーカリスト、俳優、DIAMOND☆DOGSのメンバー
- 佐藤涼子 - 歌手、ボイストレーナー
- 沢田亜矢子（中退） - 女優、歌手
- 篠原恵美 - 声優、ナレーター
- 柴草玲 - 歌手、作詞・作曲家、キーボード奏者
- 島倉学 - 歌手、俳優
- 嶋崎孔明 - 舞台俳優、元劇団四季所属
- 島村幸大 - 俳優、劇団四季所属
- 清水祥恵 - タレント、フリーアナウンサー
- 清水理沙 - 女優、声優
- 志村道夫 - 歌手
- 樹美音 - 歌手、女優
- 菅原洋一 - 歌手、第10回日本レコード大賞歌唱賞受賞、第12回日本レコード大賞受賞
- 鈴木涼太 - ミュージカル俳優、劇団四季所属
- 須田景凪 - シンガーソングライター、ボーカロイドプロデューサー
- 竹内のぞみ - グラビアアイドル、タレント
- 竹田愛里 - 声優、舞台女優、劇団21世紀FOX所属
- 竹田えり - 歌手、作曲家、声優
- 竹中里美 - 女優、タレント
- タテタカコ - シンガーソングライター
- 田村友里 - 女優
- 友香 - 歌手
- 友川まり - 声優
- 中川和恵 - 声優、舞台女優、タレント
- 長沢徹 - 舞台俳優
- ながたまや - NHK「おかあさんといっしょ」22代目うたのおねえさん
- 西けいこ - NHK「おかあさんといっしょ」イベントうたのおねえさん
- 仁木多鶴子（中退） - 女優
- 野崎藍 - モデル、歌手、女優、タレント
- 秦万里子 - 歌手、ピアニスト、作曲家、作詞家
- 花田ゆういちろう - NHK「おかあさんといっしょ」12代目うたのおにいさん
- 久居史子 - ミュージカル俳優
- 平岩英子 - シンガーソングライター、作曲家
- 広瀬香美 - シンガーソングライター、作詞家、作曲家、音楽プロデューサー
- 藤谷桃 - 歌手
- 藤本政志 - 俳優、歌手
- 牧幹夫 - バレエダンサー、インド文化研究家
- 増田いずみ - 歌手
- 松原美香 - 歌手、声優、タレント
- MAYUKO@ゆうまお - シンガーソングライター、作曲家、作詞家
- 三鷹淳 - 歌手
- 三柴理 - キーボーディスト、ピアニスト、作曲家、ロックバンド特撮のメンバー
- miyuki - 歌手、ピアニスト、作曲家
- 村俊英 - ミュージカル俳優、劇団四季所属
- 森みゆき - 歌手、タレント、NHK「おかあさんといっしょ」第15代うたのおねえさん
- 山崎唯 - ミュージシャン、作曲家、俳優、声優、タレント
- 山本紗衣 - ミュージカル俳優
- 結城道子 - 歌手
- 遊佐未森 - 歌手、作曲家、作詞家
- 横井久美子 - フォークシンガー、シンガーソングライター
- 横山だいすけ - 歌手、俳優、NHK「おかあさんといっしょ」11代目うたのおにいさん
- 吉田絢香 - ミュージカル俳優
- リサ長尾 - 歌手、ソングライター
- ロミ・山田 - 女優、歌手
- 渡辺光子 - 歌手

### その他
- 天児直美 - 俳人、僧侶
- 大矢アキオ - コラムニスト、自動車評論家
- 緒方智美 - ナレーター、元東海テレビアナウンサー
- 岡村真美子 - 気象予報士、ピアニスト
- 奥田広子（英語版） - カシオ社員、スレンテン（英語版）の原曲を作曲
- 鬼澤修 - 実業家、元ジョナサン代表取締役社長、クラリネット奏者
- 加藤綾子 - フリーアナウンサー、元フジテレビアナウンサー
- 熊谷麻衣子 - フリーアナウンサー
- 小林一枝 - 元テレビ朝日アナウンサー
- 杉原千尋 - フジテレビアナウンサー
- 住友真世 - フリーアナウンサー
- 田中敦 - テレビプロデューサー、テレビディレクター、音楽評論家、音楽プロデューサー
- 戸谷知恵子 - 環境・観光プランナー、国際観光施設協会顧問
- 富塚研二 - 声楽家、ボイストレーナー
- 中郡暖菜 - 雑誌編集者。『LARME』創刊編集長
- 中島有香 - テレビせとうちアナウンサー
- 奈雲美徳 - サウンドクリエイター、横浜市霧が丘地域ケアプラザ所長
- 成瀬つばさ - メディアアーティスト
- 早川佳樹 - 元東海ラジオアナウンサー
- 堀江慶子 - フリーアナウンサー、司会者
- 堀澤麻衣子 - 歌手
- 本村由紀子 - フリーアナウンサー